# Dennis Stojanovic-Fredin
Dennis Stojanovic-Fredin, född 12 december 1995, är en svensk före detta fotbollsspelare. Han är barnbarn till före detta HIF-ordföranden Sten-Inge Fredin.
Stojanovic-Fredin började som femåring spela i Hittarps IK. När han var 10 år gick han över till Helsingborgs IF. Inför säsongen 2012 gick Stojanovic-Fredin till Lunds BK. Han spelade först i U19-laget men blev i maj uppflyttad permanent i A-laget och i oktober skrev han på ett kontrakt. Han gjorde ett inhopp för Lund i division 1 under säsongen. I december 2012 skrev Stojanovic-Fredin på ett 1,5-årskontrakt för tyska fjärdeligalaget Germania Halberstadt.
I juli 2014 värvades Stojanovic-Fredin av Ängelholms FF. Han debuterade i Superettan den 19 maj 2015 i en 3–1-förlust mot Gais, där han byttes in i den 80:e minuten mot Albin Nilsson.